# Zapiski dla zabicia czasu

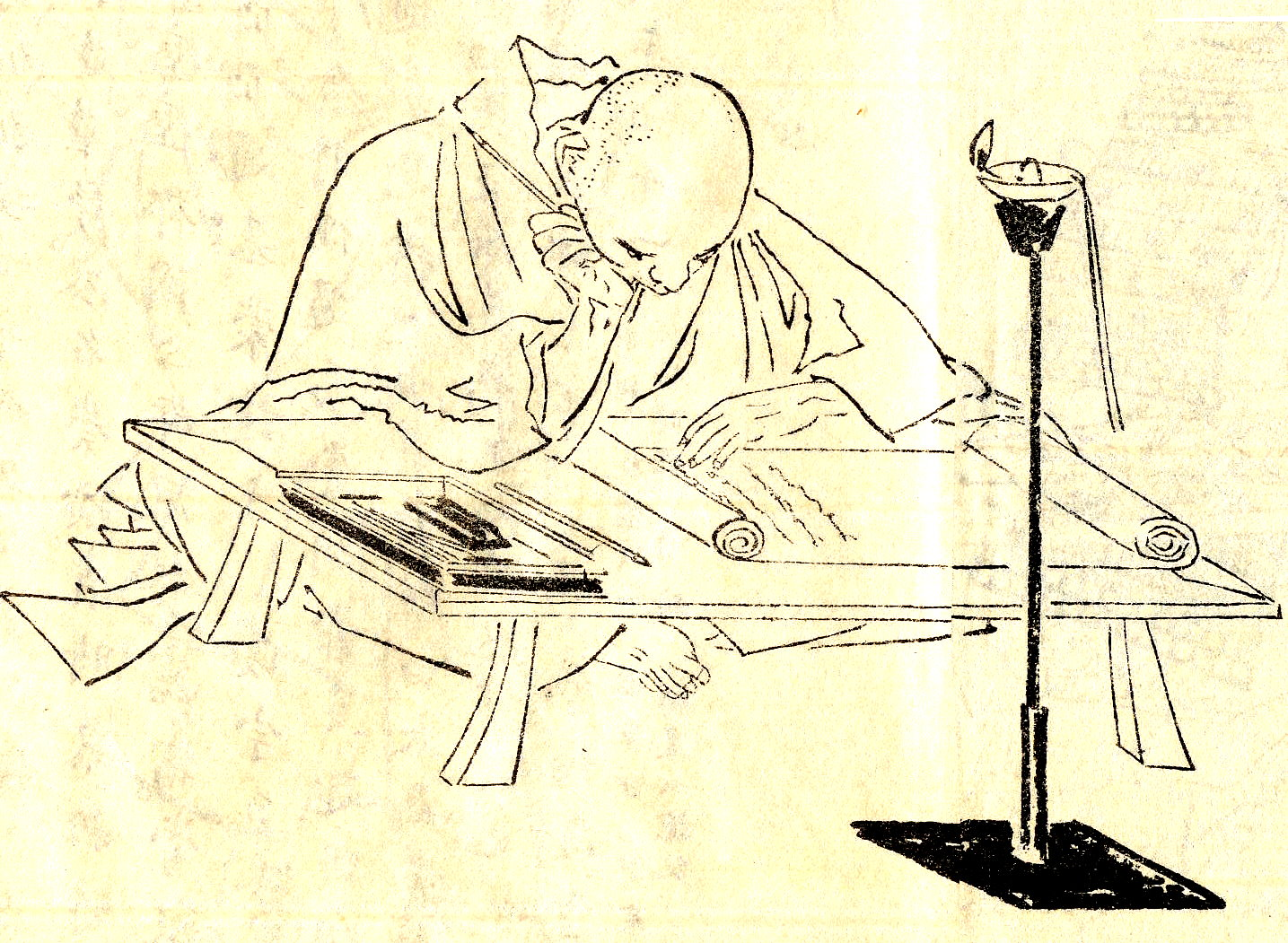
Autor Zapisków dla zabicia czasu, mnich Kenkō Yoshida (rysunek Yōsaia Kikuchiego, okres Meiji)

Zapiski dla zabicia czasu (jap. 徒然草 Tsurezuregusa), tłumaczone także jako Szkice z wolnych chwil – zbiór szkiców zuihitsu autorstwa Yoshidy Kenkō, powstały w latach 1330–1331.

## Zawartość
Zbiór składa się z jednozdaniowego wstępu i 243 szkiców różnej długości, od kilku zdań do kilku stron. Szkice nie są ze sobą powiązane treściowo, ich tematyka jest rozmaita: są tu eseje, rozważania o buddyzmie i poezji, anegdoty, aforyzmy, notatki dotyczące sposobów postępowania, a także opisy przyrody. Mają one głównie charakter impresyjny i refleksyjny, wskazują na duże doświadczenie życiowe autora, a formułowane są tonem krytycznym bądź ironicznym, skąd ich częste zabarwienie humorystyczne. Wyraźnie widoczna jest znajomość literatury buddyjskiej, taoistycznej i konfucjańskiej.
Pod względem stylistycznym wyróżnić można partie czysto japońskie, wzorowane na twórczości dworskiej, oraz fragmenty, w których częste są zjaponizowane zwroty chińskie, co uzależnione jest od tematyki szkicu. W obu jednak wypadkach posługuje się Kenkō krótkimi, zrozumiałymi zdaniami.
|                              | つれづれなるまゝに、日くらし、硯にむかひて、心に移りゆくよしなし事を、そこはかとなく書きつくれば、あやしうこそものぐるほしけれ。 To dziwne, a nawet szalone uczucie uświadomić sobie, że całymi dniami przesiaduję z naczyńkiem na tusz przed sobą i dla zabicia czasu przelewam bezładnie na papier pierwszą lepszą myśl, która mi przyjdzie do głowy. |
| Wstęp (tłum. Henryk Lipszyc) | |

Tsurezuregusa cieszy się w Japonii ogromną popularnością i jest, obok Genji monogatari, jednym z najczęściej czytanych utworów prozy klasycznej. Zbiór ten wywarł ogromny wpływ zarówno na późniejszą literaturę, jak i na gusta estetyczne Japończyków.
Oryginał tekstu nie zachował się do naszych czasów. Najstarsza istniejąca kopia pochodzi z roku 1431 (Shōtetsu jihitsu-bon 正徹自筆本).

## Tłumaczenia na język polski
Cały zbiór został przełożony na język polski:
- Kenkō: Zapiski dla zabicia czasu. Przekład i wstęp Henryk Lipszyc. Kraków: Karakter, 2020. ISBN 978-83-66147-30-0. Brak numerów stron w książce

Ponadto wybrane szkice z Tsurezuregusa w tłumaczeniu na język polski znaleźć można w następujących publikacjach:
- Wiesław Kotański: Dziesięć tysięcy liści. Antologia literatury japońskiej. Warszawa: Państwowe Wydawnictwo Naukowe, 1961, s. 383-393. – Szkice nr 3, 10, 12, 29, 30, 53, 137, 155.
- Kenkō. Zapiski dla zabicia czasu. „Literatura na Świecie”. 1-3 (366-368), s. 295-317, 2002. – Wstęp oraz szkice nr 1-20, 74, 88, 93, 143, 188 (tłum. Henryk Lipszyc).
- Krystyna Wilkoszewska (red.): Estetyka japońska. Antologia. T. I: Wymiary przestrzeni. Kraków: Universitas, 2010, s. 31-43. – Wstęp oraz szkice nr 10, 14, 19, 66, 81, 82, 88, 118, 137, 139, 191, 220, 224 (tłum. Henryk Lipszyc).